# Guillaume Musso

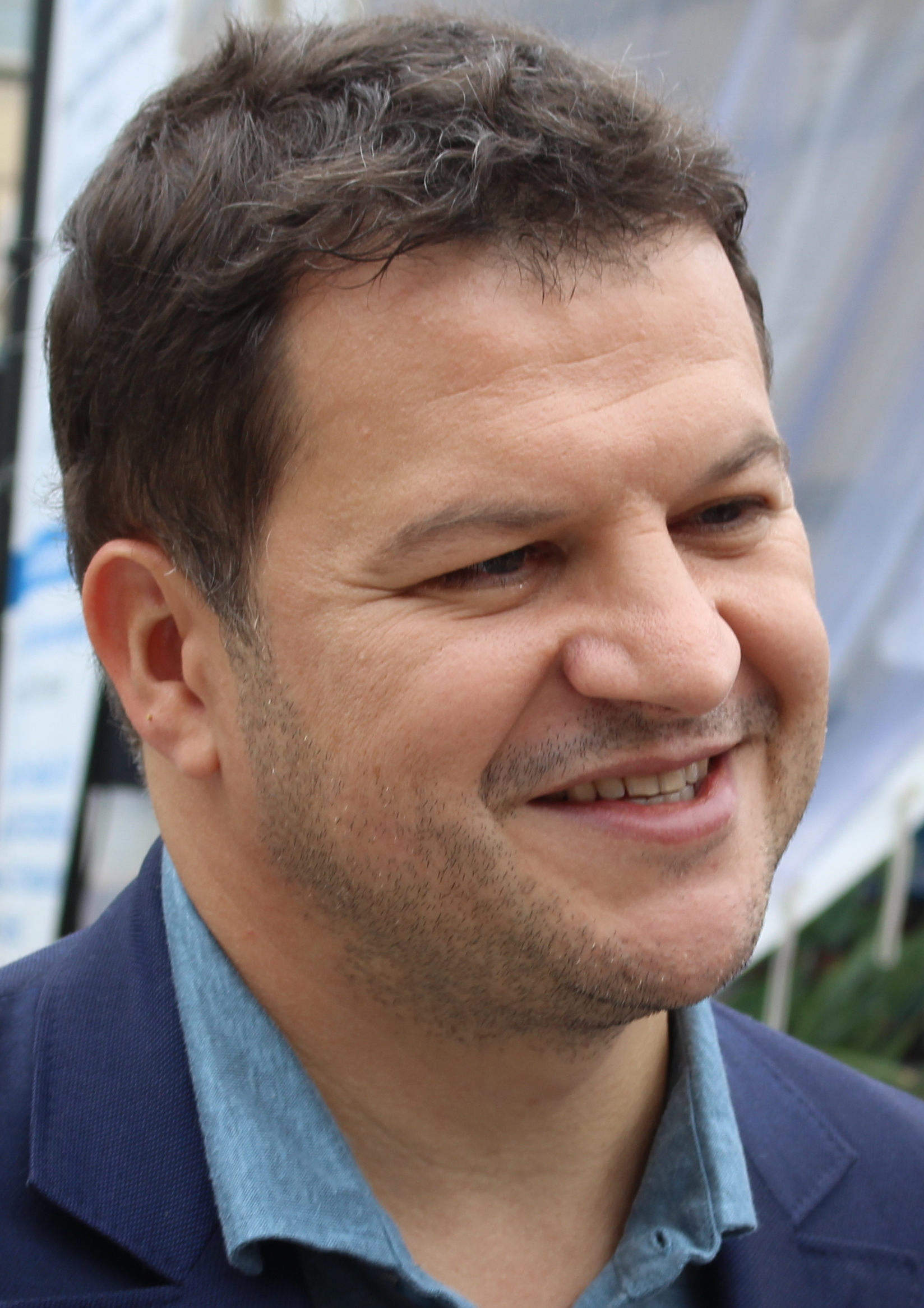
Guillaume Musso (2018)

Guillaume Musso (6 de junio de 1974 Antibes, Alpes-Maritimes, Francia) es uno de los autores franceses más exitosos de principios del siglo XXI.

## Carrera
Desde niño fue un gran aficionado a la lectura de libros y a las obras de teatro; se convenció entonces de que un día él también escribiría novelas.
Después de terminar la escuela secundaria en Francia, Guillaume Musso se fue a Estados Unidos, a la edad de 19 años. Pasó varios meses en Nueva York, donde convivió con otros jóvenes extranjeros y se ganó la vida vendiendo helados. Volvió a Francia con la cabeza llena de ideas para sus novelas. Obtuvo una diplomatura en Economía, gracias a la cual pasó a enseñar en las escuelas secundarias. 
Su primera novela, publicada en 2001, es Skidamarink, un thriller que narra el robo de la Mona Lisa en el Museo del Louvre.
Después de un accidente de coche, se interesó por las experiencias cercanas a la muerte e imaginó una historia sobre un hombre que regresa a la vida después de acercarse a la muerte, que se convertiría en la novela Y después... publicada en 2004, que vendió más de 1 millón de copias en Francia y ha sido traducido a 23 idiomas. Y después..., la película dirigida por Gilles Bourdos protagonizada por John Malkovich y Evangeline Lilly, fue estrenada en Francia en enero de 2009 y luego a nivel internacional.
Posteriormente, Guillaume Musso publicó Sauve-moi en 2005, ¿Estarás ahí? en 2006, Parce que je t'aime en 2007, Je reviens te chercher en 2008, ¿Qué sería yo sin ti? en 2009, La mujer de papel en 2010 y La llamada del ángel en 2011.
En 2009, Guillaume Musso fue el segundo autor más vendido en Francia y, según un estudio de Edistat en 2011, ocupa el tercer lugar en la lista de autores que han vendido más libros en Francia desde 2008, después de Stephenie Meyer y antes de Harlan Coben. Hasta finales de 2011, se han vendido 11 millones de copias de sus novelas en el mundo, que han sido traducidas a 34 idiomas.

## Obras
- Skidamarink (2001)
- Y después... (Et après...) (2004)
- Sauve-moi (2005)
- ¿Estarás ahí? (Seras-tu là?) (2006)
- Parce-que je t'aime (2007)
- Je reviens te chercher (2008)
- ¿Qué sería yo sin ti? (Que serais-je sans toi?) (2009)
- ¿Estarás ahí? (Seras-tu l'a??) (2010)
- La mujer de papel (La Fille de papier) (2010)
- La llamada del ángel (L'Appel de l'ange) (2011)
- 7 ans après (2012)
- Demain (2013)
- Central Park (Central Park) (2014)
- L'instant présent  (2015)
- La fille de Brooklyn (2016)
- Un appartement à Paris (2017)
- La huella de la noche (La jeune fille et la nuit) (2018)

## Premios
- Premio Scrivere per Amore, Verone, 2005 por la novela Y después... .[5]
- Premio de Mejor novela adaptada al cine Y después... ., 2004[6]